# Polygonatum hirtellum
Polygonatum hirtellum är en sparrisväxtart som beskrevs av Hand.-mazz. Polygonatum hirtellum ingår i släktet ramsar, och familjen sparrisväxter. Inga underarter finns listade i Catalogue of Life.